# Belgia na Letnich Igrzyskach Olimpijskich 1996
Belgię na Letnich Igrzyskach Olimpijskich 1996 reprezentowało 61 zawodników.

## Zdobyte medale
| Medal  | Zawodnik            | Dyscyplina | Konkurencja             |
| ------ | ------------------- | ---------- | ----------------------- |
| Złoto  | Fred Deburghgraeve  | Pływanie   | 100 m stylem klasycznym |
| Złoto  | Ulla Werbrouck      | Judo       | Waga półciężka (72 kg)  |
| Srebro | Sébastien Godefroid | Żeglarstwo | Klasa Finn              |
| Srebro | Gella Vandecaveye   | Judo       | Waga półśrednia (61 kg) |
| Brąz   | Harry Van Barneveld | Judo       | Waga ciężka (+ 96 kg)   |
| Brąz   | Marisabel Lomba     | Judo       | Waga lekka (56 kg)      |